# One Step Beyond...
One Step Beyond... – pierwszy album angielskiego zespołu ska - pop rockowego Madness. Został nagrany w
1979 roku w Eden and TW Studios (Londyn) dla wytwórni Stiff Records. Producentami płyty byli Clive Langer i Alan Winstanley. Na krążku znalazły się m.in. dwa covery klasyka ska Princa Bustera (One Step Beyond.., Madness) oraz temat z baletu Piotra Czajkowskiego Jezioro łabędzie (Swan Lake). Album doszedł do 2 miejsca na brytyjskiej liście przebojów.
W wersji CD z 2000 roku (Virgin) dodano teledyski do utworów The Prince, One Step Beyond, My Girl, Night Boat to Cairo i Bed & Breakfast Man. W wersji CD z 2009 (Union Square Music) dodano te same teledyski oraz drugi dysk z nagraniami z sesji u Johna Peel'a, rzadkimi utworami lub alternatywnymi wersjami oraz utwory koncertowe które znalazły się na albumie Dance Craze (2 Tone Rec. 1981)
Jest to jeden z albumów reprezentujących drugą falę ska (zwaną też "erą 2 Tone").

## Spis utworów

### wersja podstawowa
1. "One Step Beyond" – 2:18 (Campbell)
2. "My Girl" – 2:44 (Barson)
3. "Night Boat to Cairo" – 3:31 (Barson, McPherson)
4. "Believe Me" – 2:28 (Barson, Hasler)
5. "Land of Hope and Glory" – 2:57 (Foreman, Thompson)
6. "The Prince" – 3:18 (Thompson)
7. "Tarzan's Nuts" – 2:24 (Barson)
8. "In the Middle of the Night" – 3:01 (McPherson, Foreman)
9. "Bed and Breakfast Man" – 2:33 (Barson)
10. "Razor Blade Alley" – 2:42 (Thompson)
11. "Swan Lake" – 2:36 (Czajkowski arr. Barson)
12. "Rockin' in A-flat" – 2:29 (Wurlitzer)
13. "Mummy's Boy" – 2:23 (Bedford)
14. "Madness" – 2:38 (Campbell)
15. "Chipmunks Are Go!" – 0:51 (Smyth)

### dysk 2 w edycji z 2009 roku
The John Peel Session
1. The Prince 	2:31
2. Bed And Breakfast Man 	3:24
3. Land Of Hope And Glory 	2:42
4. Stepping Into Line 	2:38

Bonus Tracks
1. One Step Beyond (7" Single Version) 	2:17
2. My Girl (Mike Barson / Demo Version) 	2:58
3. Mistakes (B-Side 'One Step Beyond...') 	2:52
4. Un Paso Adelante ('One Step Beyond' Spanish Version) 	2:33
5. Nutty Theme (B-Side 'One Step Beyond' 12") 	2:10
6. My Girl (Ballad Version - From Flexipop) 	2:28
7. Stepping Into Line (B-Side 'My Girl') 	2:15
8. Un Passo Avanti ('One Step Beyond' Italian Version) 	2:22
9. Deceives The Eye ('Work Rest & Play' EP) 	2:00
10. The Young And The Old ('Work Rest & Play' EP) 	2:04
11. Don't Quote Me On That ('Work Rest & Play' EP) 	4:31
12. Razor Blade Alley (Live - 'Dance Craze') 	2:35
13. Night Boat To Cairo (Live - 'Dance Craze') 	3:12
14. One Step Beyond... (Live - 'Dance Craze') 	2:53

## Single z albumu
- "One Step Beyond" / "Mistakes" (26.X.1979) UK # 16
- "My Girl" / "Stepping Into Line" (21.XII.1979) UK # 7
- Work, Rest and Play EP: "Night Boat To Cairo" / "Deceives The Eye" / "The Young and The Old" / "Don't Quote Me On That" (1980)

## Muzycy
- Suggs – wokal
- Mike Barson (Monsieur Barso) – instrumenty klawiszowe
- Chris Foreman (Chrissie Boy) – gitara
- Mark Bedford (Bedders) – gitara basowa
- Lee Thompson (Kix) – saksofon, drugi wokal, wokal w utworach 5 i 10
- Daniel Woodgate (Woody) – perkusja, instrumenty perkusyjne
- Cathal Smyth (Chas Smash) – drugi wokal, wokal w utworach 1 i 15